# Bo McCalebb
Lester „Bo“ McCalebb (* 4. Mai 1985 in New Orleans) ist ein ehemaliger US-amerikanisch-mazedonischer Basketballspieler. 2010 wurde der gebürtige US-Amerikaner mazedonischer Staatsbürger und war hernach Teil der Nationalmannschaft des Landes, mit der er erfolgreich an der EM-Endrunde 2011 teilnahm, wo man auf dem vierten Platz nur knapp eine Medaille verpasste. Auf Vereinsebene gewann er Meistertitel in Serbien, Italien und in der Türkei.

## Karriere
Von 2003 bis 2008 spielte McCalebb für die Mannschaft der University of New Orleans. Die Saison 2005/06 verpasste er zu einem großen Teil, nachdem er sich mehrere Knochenbrüche an der Handwurzel der (rechten) Wurfhand zugezogen hatte. McCalebb beendete seine College-Laufbahn mit 2679 erzielten Punkten, womit er in der Sun Belt Conference eine Bestmarke aufstellte. Beim NBA-Draft 2008 blieb er jedoch unberücksichtigt.
Seine Profikarriere begann McCalebb in der Türkei bei Mersin Büyükşehir Belediyespor. Er führte den Verein im Spieljahr 2008/09 als bester Korbschütze (17,4 Punkte/Spiel) und Vorlagengeber (4,7/Spiel) der Mannschaft erstmals in dessen Geschichte in die Play-offs der TBL. Daraufhin wechselte McCalebb zu KK Partizan Belgrad, wo ihm sein endgültiger Durchbruch auf der höchsten europäischen Leistungsebene gelang. Er gewann mit Partizan die Adriatische Basketballliga und erreichte das Final Four der EuroLeague, wobei McCalebb selbst ins All-Euroleague Second Team der Saison 2009/10 gewählt wurde.
Anschließend folgte ein Wechsel zu Montepaschi Siena. Mit dem italienischen Verein zog er erneut unter die besten vier Mannschaften der Euroleague ein und gewann in der Saison 2010/11 die italienische Meisterschaft, den Pokalwettbewerb sowie den Supercup. In der Serie A kam er in diesem Spieljahr auf einen Mittelwert von 12,8 Punkten je Begegnung. Zudem wurde McCalebb als wertvollster Spieler der Finalserie um die italienische Meisterschaft ausgezeichnet. 2011/12 verpasste er mit Siena zwar das Final Four in der Euroleague, erhielt aber erstmals die nach Alphonso Ford benannte Auszeichnung als bester Korbschütze des Wettbewerbs und wurde erneut ins All-Euroleague Second Team gewählt. Außerdem gewann McCalebb wiederum die italienische Meisterschaft und die Auszeichnung als wertvollster Spieler der Endspielserie sowie den italienischen Pokalwettbewerb und den Supercup. Nach zwei Jahren beim italienischen Serienmeister Mens Sana Basket Siena wechselte er zur Saison 2012/13 zum türkischen Verein Fenerbahçe Ülker aus Istanbul. Bis 2014 gewann er mit der Mannschaft drei Titel: In der Saison 2012/13 den türkischen Pokalwettbewerb sowie 2013/14 die türkische Meisterschaft und den Supercup.
Im November 2014 unterschrieb McCalebb einen Ein-Monats-Vertrag beim Basketball-Bundesligisten FC Bayern München, der damit auf die Verletzungen von Bryce Taylor und Anton Gavel reagierte. Anschließend wurde der Vertrag bis Ende Januar 2015 verlängert, jedoch kam McCalebb infolge einer Daumenverletzung in der zweiten Saisonhälfte nicht mehr zum Einsatz. Für die New Orleans Pelicans bestritt er im Oktober 2015 vier Vorbereitungsspiele, wurde aber noch vor Beginn der NBA-Spielzeit 2015/16 wieder aus dem Aufgebot gestrichen. Er blieb vereinslos, bis er Anfang 2016 vom französischen Meister Limoges CSP verpflichtet wurde.
Im Sommer 2016 wurde McCalebb vom spanischen Erstligisten CB Gran Canaria verpflichtet. Mit der Mannschaft gewann er den spanischen Supercup, 2017 ging er zum Ligakonkurrenten Casademont Zaragoza und spielte dort bis 2019. Im November 2019 stand er vor einem Vertragsabschluss mit Baloncesto Fuenlabrada, eine Einigung kam nicht zustande, da McCalebb die sportärztliche Untersuchung nicht bestand.

### Nationalmannschaft
2010 erhielt McCalebb die mazedonische Staatsbürgerschaft, ohne vorher einen privaten oder beruflichen Bezug zum Land gehabt zu haben. Der mazedonische Verband stieß auf der Suche nach einem Aufbauspieler für die Nationalmannschaft über Beziehungen zu seinem Verein Montepaschi Siena auf McCalebb und ermöglichte ihm eine unkomplizierte Einbürgerung. Daraufhin führte er die Nationalmannschaft des Landes mit durchschnittlich 23,5 Punkten pro Spiel zur erfolgreichen Qualifikation für die Europameisterschaft 2011. Beim Turnier in Litauen wurde Mazedonien unter Führung McCalebbs schon in der Vor- und Zwischenrunde zur Überraschungsmannschaft, die dann auch im Viertelfinale die hoch favorisierten Gastgeber knapp besiegte. Letztendlich erreichte die mazedonische Mannschaft den vierten Platz. McCalebb, der mit einem Schnitt von 21,4 Punkten je Begegnung Zweiter der Korbjägerliste war, wurde ins All-Tournament Team, die Auswahlmannschaft der fünf besten Spieler des Turniers, gewählt.